# Karol Rudolf

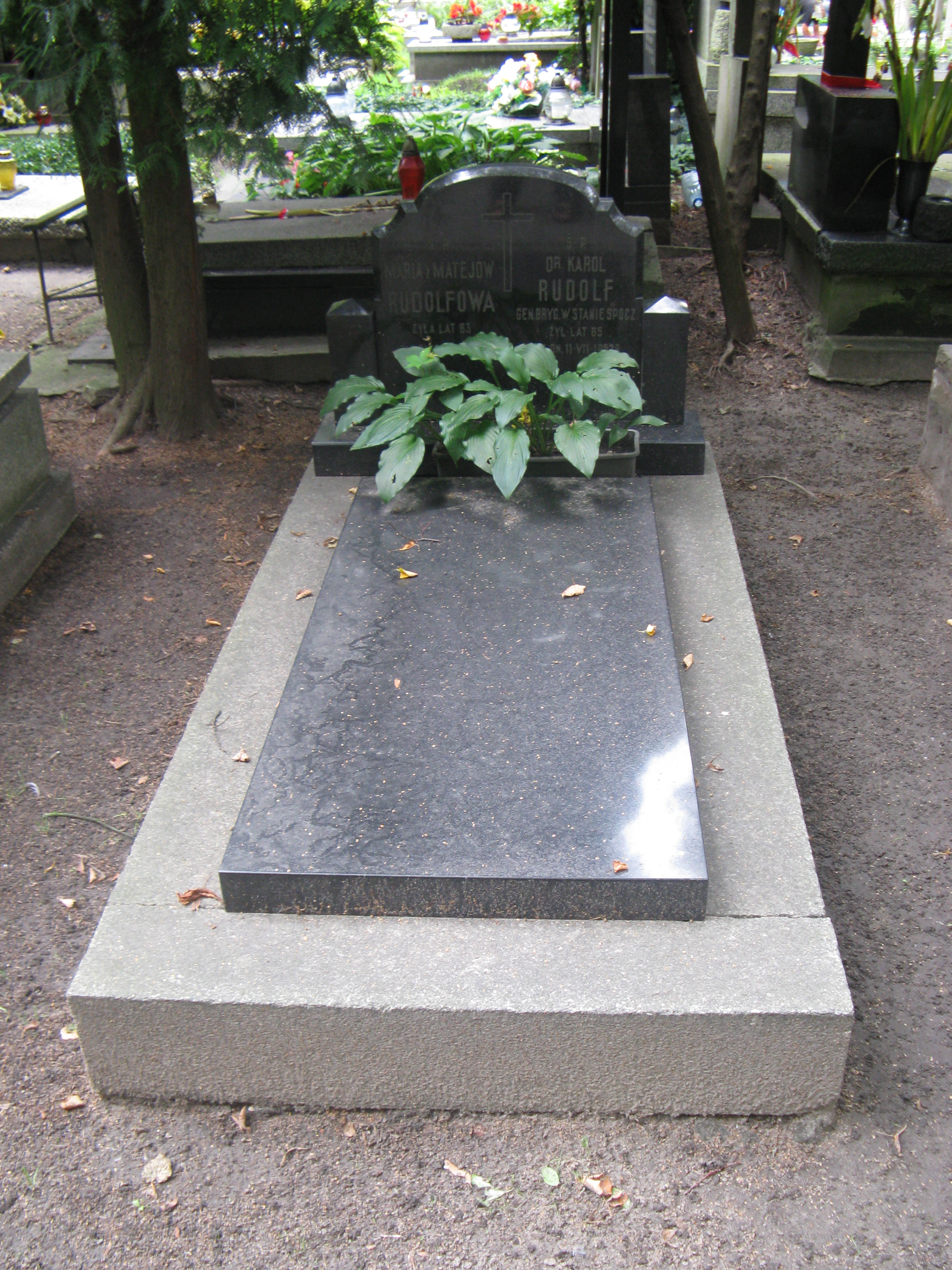
Grób Karola Rudolfa na Cmentarzu Wojskowym na Powązkach

Karol Stefan Rudolf (ur. 8 lipca 1886 w Zawadzie k. Dębicy, zm. 11 lipca 1952 w Warszawie) – doktor prawa, szef Departamentu Intendentury Ministerstwa Spraw Wojskowych, generał brygady Wojska Polskiego, wieloletni wiceprezes klubu Legia Warszawa, a po wojnie jej pierwszy prezes.

## Życiorys
Urodził się w Zawadzie w województwie podkarpackim w rodzinie kolejarza Karola i Julii z Pycińskich. Ukończył Szkołę Podstawową w Zawadzie, a następnie cesarskie i królewskie Gimnazjum im. Franciszka Józefa – obecnie I Liceum Ogólnokształcące im. Króla Władysława Jagiełły w Dębicy oraz wydział prawa UJ i Wyższą Szkołę Intendentury. Był członkiem organizacji Strzelec w Dębicy.
Po wybuchu I wojny światowej, od sierpnia 1914 roku w I Brygadzie Legionów Polskich, następnie walczył w 6 pułku III Brygady Legionów Polskich. 23 sierpnia 1915 roku uzyskał stopień chorążego, a 1 lipca 1916 roku stopień podporucznika rachunkowego Legionów Polskich. Brygada walczyła na froncie wołyńskim aż do jesieni 1916, w tym między innymi w bitwie pod Kostiuchnówką. Tam w marcu 1916 roku powołano piłkarską drużynę legionową, która była początkiem Wojskowego Klubu Sportowego Legia Warszawa. Wtedy zapewne młody Rudolf zaangażował się w działalność klubu i całe życie pozostał mu wierny. Za udział w walkach został odznaczony dwukrotnie Krzyżem Walecznych. W lutym 1918 roku internowany w Witkowicach, następnie w POW we Lwowie, od 1 listopada 1918 w 4 pułku piechoty Legionów.
Po wojnie jako podpułkownik intendentury, doktor prawa pracował w Ministerstwie Spraw Wojskowych w Biurze Szefa Administracji Armii. W lipcu 1924 roku został przydzielony do Dowództwa Okręgu Korpusu Nr II w Lublinie na stanowisko szefa Szefostwa Intendentury. W tym samym roku, w następstwie reorganizacji dowództw okręgów korpusów, został szefem 2 Okręgowego Szefostwa Intendentury w Lublinie. 1 grudnia 1924 roku został mianowany pułkownikiem ze starszeństwem z dniem 15 sierpnia 1924 roku i 4. lokatą w korpusie oficerów intendentów. 23 grudnia 1927 roku został wyznaczony na stanowisko zastępcy szefa Departamentu Intendentury Ministerstwa Spraw Wojskowych. Później został pierwszym zastępcą szefa tego departamentu, a później szefem tego Departamentu.
Mieszkał w Domu Generalskim przy alei Szucha 16. Był to luksusowy dom dla oficerów wyższych szarż, zrzeszonych w spółdzielni „Proporzec”, zaprojektowany przez postępowego architekta prof. Edgara Norwetha. W 1929 roku ukazała się obszerna praca zbiorowa pod kierunkiem płk. dra Karola Rudolfa Dziesięciolecie intendentury Polskiej Siły Zbrojnej 1918–1928.
Karol Rudolf znany był jako jeden z najaktywniejszych działaczy WKS Legii Warszawa. Był jej długoletnim wiceprezesem w okresie międzywojennym. W latach 1933–1934 pełnił funkcję wiceprezesa administracyjnego Polskiego Związki Piłki Nożnej, a za prezesury płk. Glabisza był delegatem PZPN do Związku Polskich Związków Sportowych i przewodniczącym Komisji Rewizyjnej PZPN.
Brał udział w II wojnie światowej. Od 1941 roku przebywał w obozie jenieckim oficerów Wojska Polskiego w Oflagu VI E Dorsten w grupie pułkowników baraku trzeciego (nr obozowy 272).
Był pracownikiem Ministerstwa Obrony Narodowej. Nie do końca znana jest rola płka Rudolfa w odbudowie przedwojennego klubu Legia. Według źródeł klubowych płk Rudolf, płk Stanisław Więcek, ppłk Juliusz Neuding, a także por. Henryk Czarnik – przedwojenny piłkarz Legii, którego Rudolf był ojczymem – mieli reaktywować WKS Legia. W klubowych materiałach podaje się wręcz informację, że Rudolf w okresie od czerwca 1945 do 16 lutego 1946 roku pełnił funkcję pierwszego powojennego prezesa Legii. Materiały IPN i notatki prasowe mówią jednak wyraźnie, że Rudolf powrócił do Warszawy z Dorsten dopiero 16 listopada. Fałszerstwo zostało prawdopodobnie dokonane przez redaktorów monografii poświęconej 60-leciu Legii Warszawa i miało na celu umniejszenia roli komunistycznych działaczy w reaktywacji klubu. Nie zmienia to faktu, że płk Rudolf na pewno działał na rzecz powojennej Legii w późniejszym okresie. W dniu 16 lutego 1946 r. został wybrany wiceprezesem do spraw organizacyjnych klubu. Z kolei dnia 12 czerwca 1946 r. przed meczem Legii z IFK Norrköping osobiście witał przedstawicieli szwedzkiego klubu, co potwierdza zachowana dokumentacja fotograficzna. Osobiście zaangażował się też w odbudowę sekcji motocyklowej. Rudolf został przeniesiony z rodziną z domu generalskiego do odległej dzielnicy Wierzbno. 21 lipca 1946 roku otrzymał stopień generała brygady. W latach 1946–1947 szef Departamentu Finansów MON, potem Departamentu Finansowo-Budżetowego MON. 15 grudnia 1949 roku zwolniony z zawodowej służby wojskowej i 20 stycznia 1950 roku ze względu na wiek i stan zdrowia przeszedł w stan spoczynku. Pracował w Zakładach Tytoniowych. W 1949 roku jako wdowiec ożenił się z wdową po swoim przyjacielu z rodzinnej Zawady płk. Józefie Rymucie, który zginął tragicznie podczas ćwiczeń artyleryjskich w roku 1946.
Był mężem Marii z Matejów (1885–1948).
Zmarł w Warszawie w 1952 roku. Spoczywa w Alei Zasłużonych na Cmentarzu Wojskowym na Powązkach (kwatera A25-tuje-21).

## Awanse
- chorąży Legionów Polskich (23.08.1915)
- podporucznik rachunkowy Legionów Polskich (1.07.1916)
- podpułkownik intendentury (po I wojnie)
- pułkownik intendentury ze starszeństwem z dniem 15.08.1924[20]
- generał brygady (21 lipca 1946)

## Ordery i odznaczenia
- Krzyż Niepodległości (6 czerwca 1931)[21]
- Krzyż Oficerski Orderu Odrodzenia Polski (1930)[2]
- Krzyż Walecznych (dwukrotnie)[2]
- Złoty Krzyż Zasługi (dwukrotnie: 10 listopada 1928[22][20], 1947)
- Medal Pamiątkowy za Wojnę 1918–1921[2]
- Medal Dziesięciolecia Odzyskanej Niepodległości[2]
- Medal za Warszawę 1939–1945 (1947)
- Srebrny Medal za Długoletnią Służbę[2]
- Krzyż Komandorski Orderu Białej Róży Finlandii (Finlandia, 1936)[23]